# Diagramma causale

Esempio di circuito positivo di rinforzo: Saldo bancario e Interessi maturati

Un diagramma causale (diagramma causa-effetto, o mappa dei circuiti causali) è uno schema che aiuta a visualizzare come delle variabili correlate si influenzano a vicenda. Il diagramma è costituito da un insieme di nodi che rappresentano le variabili collegate tra loro. Le relazioni tra queste variabili, rappresentate da frecce, possono essere etichettate come positive o negative .
Esempio di ciclo, o circuito, positivo di rinforzo:

L'importo del saldo bancario influenza l'ammontare degli interessi maturati come rappresentato nella figura dalla freccia blu in alto, che punta da Saldo Bancario a interessi maturati .

Dal momento che un aumento di Saldo bancario comporta un aumento degli Interessi maturati , questa relazione è positiva, cosa che viene indicata con un "+".

Gli interessi maturati vengono aggiunti al saldo bancario , nuovamente una correlazione positiva, come rappresentato dalla freccia blu in basso.

L'effetto di causalità tra questi nodi forma un circuito positivo di rinforzo, rappresentato dalla freccia verde, indicata con una "R".

## Relazioni causali positive e negative
- Relazione causale positiva: indica che i due nodi manifestano un cambiamento nella stessa direzione, vale a dire che se il nodo da cui origina il legame diminuisce, anche l'altro nodo diminuisce. Allo stesso modo, se il nodo da cui inizia il legame aumenta, aumenta anche l'altro nodo.
- Relazione causale negativa: significa che i due nodi cambiano secondo direzioni opposte, vale a dire che se il nodo da cui inizia il legame aumenta, allora l'altro nodo diminuisce, e viceversa.

### Esempio

Diagramma causale: relazioni positive e negative

## Circuiti di rinforzo e di bilanciamento
Per determinare se un circuito causale è di rinforzo o di bilanciamento, si può partire da un assunto, per esempio "Il Nodo 1 aumenta" e seguire l'andamento del circuito intorno. Il circuito causa-effetto è:
- di rinforzo, se dopo aver percorso l'intero ciclo si giunge allo stesso risultato indicato dall'ipotesi iniziale
- di bilanciamento, se il risultato contraddice l'ipotesi iniziale.

In altre parole:
- i circuiti di rinforzo hanno un numero pari di collegamenti negativi, o nessuno (vedere l'esempio sopra)
- i circuiti di bilanciamento hanno un numero dispari di collegamenti negativi.

Individuare circuiti di rinforzo e di bilanciamento è un passo importante per l'individuazione di modelli comportamentali di riferimento , cioè eventuali comportamenti dinamici del sistema.
- I circuiti di rinforzo sono associati a incrementi/decrementi esponenziali.
- I circuiti di bilanciamento sono associati ad un livellamento.

Se il sistema ha dei ritardi (spesso indicati disegnando una breve doppia linea lungo il nesso di causalità), allora potrebbe oscillare.

Diagramma causale per il modello di Adozione di un nuovo prodotto, utilizzato per dimostrare la dinamica dei sistemi

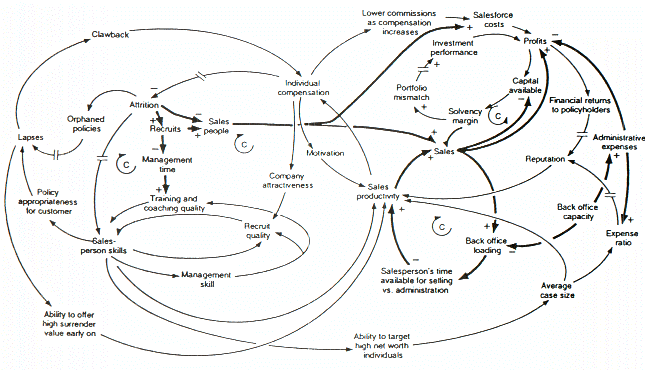
Diagramma causale di un modello che esamina la crescita o il declino di una società di assicurazione sulla vita